# Julio Lleonart Crespo
Julio Lleonart Crespo (València, 10 de juny de 1979) és un especialista en xarxes socials i polític valencià, diputat al Congrés dels Diputats en la X Legislatura.

## Biografia
Té estudis en Dret, Economia i Ciències Polítiques i de l'Administració. En l'àmbit polític està afiliat al partit Unión, Progreso y Democracia des de 2007 i és el seu responsable de xarxes socials. Entre 2003 i 2012 va ser auxiliar administratiu de l'àrea d'Urbanisme a l'ajuntament de Bétera. En les eleccions generals de 2011 va ser tercer en les llistes de UPyD per la província de València però no va resultar elegit. No obstant això, a l'abril de 2015 Toni Cantó va abandonar el seu escó i, com que el número dos en les llistes, Rafael Soriano Hernández, va rebutjar la responsabilitat, ell va passar a ocupar l'escó.